# Perspektywa pierwszej osoby

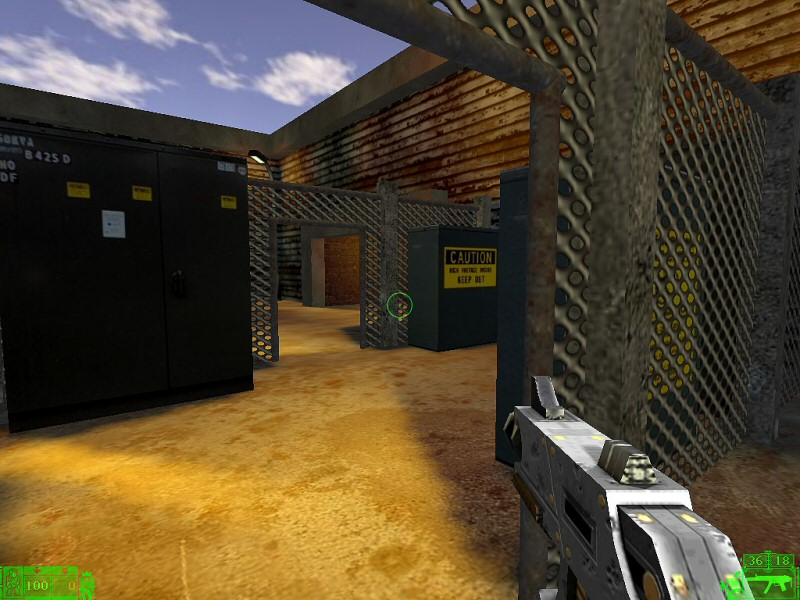
Przykład widoku pierwszoosobowego w grze The Depot

Perspektywa pierwszej osoby, perspektywa pierwszoosobowa, skrótowiec: FPP (od ang. first-person perspective) – określenie perspektywy graficznej w grach komputerowych, w których gracz widzi świat oglądany oczami głównego bohatera.
Najczęściej gry tego typu utożsamiane są z gatunkiem strzelanek pierwszoosobowych, jednak perspektywa ta występuje również, między innymi, w komputerowych grach przygodowych (Myst), fabularnych (The Elder Scrolls, Deus Ex) i wyścigowych (Colin McRae Rally) oraz symulatorach lotu (Il-2 Sturmovik). W wielu grach istnieje możliwość wyboru między perspektywą pierwszoosobową a trzecioosobową.